# 113622 Serafinacarpino
113622 Serafinacarpino este o planetă minoră (asteroid), cu un diametru de 4,583 km, din centura de asteroizi. A fost descoperită pe 3 octombrie 2002 la  de . 
Obiectul prezintă o orbită caracterizată de o semiaxă mare de 3,0579598596281 UAi, o excentricitate de 0,087471772355089, o înclinație de 9,0789435098172 ° în raport cu ecliptica.